# Kentwood (Michigan)
Pour les articles homonymes, voir Kentwood.
Kentwood est une municipalité américaine située dans le comté de Kent au Michigan. Elle fait partie de l'agglomération de Grand Rapids.
Lors du recensement de 2010, Kentwood compte 48 707 habitants. La municipalité s'étend sur 20,95 milles carrés (54,26 km2), dont 0,05 milles carrés (0,13 km2) d'étendues d'eau.
La ville devient une municipalité en 1967.